# Tears Don't Fall
"Tears Don't Fall" é uma canção da banda galesa de metalcore Bullet for My Valentine. É o quarto single da banda de seu primeiro álbum de estúdio completo, The Poison. O single foi lançado em 17 de junho de 2006 pela Trustkill Records nos Estados Unidos.

## Videoclipe
O clipe inicialmente mostra um casal em uma caminhonete, aparentemente felizes e viajando. A banda inicia a música tocando sobre chuva, dando um ar melancólico ao vídeo. No decorrer da viagem, o homem começa a rejeitar várias vezes a mulher, que fica brava e triste. De repente, o álcool da caminhonete acaba, e o homem sai para reabastecer. A mulher saí também e o beija desesperadamente, derrubando o restante de combustível. Ele a empurra e a abandona no meio da estrada, indo parar em um albergue. Uma mulher loira surge e acaba o seduzindo, beijando-o na cama. Subitamente, a mulher inicial entra no quarto surpreendendo os dois e num ataque de loucura, joga o que o homem achava que era gasolina em cima de todos. Ela finalmente tira um isqueiro do bolso, acende e joga em cima do líquido, porém, não houve explosão alguma como o homem achava, pois o tal líquido era água. A mulher pisca e sorri para o homem, deixando os dois perplexos no quarto.
A sonoridade desse vídeo é diferente da qual o CD apresenta, sendo que no vídeo uma parte do solo foi cortado e o final da música acaba com uma nota mais suave no clipe, ao invés de agitada como no álbum original.

## Produção

### Bullet For My Valentine
- Matthew Tuck - vocal, guitarra base
- Michael Paget - back vocal, guitarra solo
- Jason James - back vocal, baixo
- Michael Thomas - bateria

### Direção
- Tony Petrossian

## Prêmios
| Premiação            | Prêmio         |
| -------------------- | -------------- |
| 2006 Kerrang! Awards | Best UK Single |